# 布法羅強棘杜父魚
布法羅強棘杜父魚為輻鰭魚綱鮋形目杜父魚亞目杜父魚科的其中一種，為溫帶海水魚，分布於東太平洋阿拉斯加科迪亞克島至美國加州海域，棲息深度50-80公尺，體長可達37公分，棲息在近海岩石或砂地底質水域，以藻類、甲殼類、貝類、小魚及片腳類等為食，生活習性不明，可作為觀賞魚及遊釣魚。

## 扩展阅读
維基物種上的相關：布法羅強棘杜父魚